# Ctenosaura pectinata
Espèce
Synonymes
- Cyclura pectinata Wiegmann, 1834
- Ctenosaura brevirostris Cope, 1886
- Ctenosaura teres brachylopha Cope, 1886
- Ctenosaura parkeri Bailey, 1928

Ctenosaura pectinata est une espèce de sauriens de la famille des Iguanidae.

## Répartition
Cette espèce est originellement endémique du Mexique. Elle se rencontre du Sinaloa à l'Oaxaca.
Elle a été introduite en Floride et au Texas aux États-Unis.

## Publication originale
- Wiegmann, 1834 : Herpetologia mexicana, seu Descriptio amphibiorum Novae Hispaniae quae itineribus comitis De Sack, Ferdinandi Deppe et Chr. Guil. Schiede in Museum zoologicum Berolinense pervenerunt. Pars prima saurorum species amplectens, adjecto systematis saurorum prodromo, additisque multis in hunc amphibiorum ordinem observationibus. Lüderitz, Berlin, p. 1-54 (texte intégral).